# Шевченко. 200 років самотності
«Шевченко. 200 років самотності» — український художньо-документальний біографічний фільм двох режисерів, як Володимир Ніколаєць та Оксана Струтинська про життя і творчість Тараса Шевченка, до 200-річчя народження і смерті легендарного поета, художника і письменника у 2014 році. Вперше у стрічці показані інтимні моменти з життя Шевченка.

## Інформація

### Деталі сюжету
Фільм за сценарієм Наталії Ковальової представляли до 200-річчя від дня народження українського класика. Шевченка у стрічці зіграв Остап Ступка.
Всі документальні фільми, які раніше знімалися про Тараса Шевченка, зводилися до перерахування біографічних фактів — більш-менш скандальних. Але досі ніхто не розповідав історію життя Шевченка з позиції, чому він так чинив?
Цей фільм — суцільне відкриття! У мене було відчуття, що ми знімаємо фільм не про ікону, пророка, генія, а про живу людину. І це найголовніше у цьому фільмі — показати Тараса справжнім — вразливим, самотнім, людиною, яка тонко відчуває і страждає. Усе це лише піднімає його і водночас робить його ближче. Сподіваюся, таким же відкриттям це буде і для глядачів. Мені здається, Тараса насправді усі ці роки до кінця ніхто й не розумів. Саме про це назва фільму — «200 років самотності». (Ганна Гомонай)

### Акторський склад
- Остап Ступка

### Знімальна команда
- Режисери — Володимир Ніколаєць та Оксана Струтинська,
- Сценарій — Наталії Ковальової
- Ведучі — Ганна Гомонай та Сергій Дорофєєв

### Покази
9 березня 2014 року телеканал Інтер транслював стрічку власного виробництва у національному баченні.